# Sarcophaga atavina
Sarcophaga atavina är en tvåvingeart som först beskrevs av Günther Enderlein 1928.  Sarcophaga atavina ingår i släktet Sarcophaga och familjen köttflugor.
Artens utbredningsområde är Grekland. Inga underarter finns listade i Catalogue of Life.